# 1080° Snowboarding
A 1080° Snowboarding (melyre gyakran csak 1080°-ként hivatkoznak) egy multiplayer versenyzős snowboard videójáték, amit a Nintendo fejlesztett és adott ki először 1998. február 22-én Nintendo 64-re Japánban. A játékos egy snowboardost irányít az öt közül külső nézetből (TPS nézet) és gombkombinációk használatával ugorhat és trükköket vihet véghez nyolc pályán keresztül.
A 1080°-ot 1997. november 21-én jelentették be, majd kilenc hónap fejlesztés és a játék megjelenése után kedvező kritikai fogadtatásban részesült, és megnyerte az Interactive Achievement Award díjat az Academy of Interactive Arts and Sciences-től. A 1080°-ból több mint egymillió példány kelt el, és a második részét, a 1080° Avalanche-t 2003. november 28-án adták ki Nintendo GameCubera.

## Játékmenet
A játékos egy snowboardost irányíthat a hat játékmód valamelyikében. A 1080°-ban két trükk játékmód (a trick attack és a contest), három verseny játékmód (a race, a time attack és a multiplayer), egy tréning játékmód (training) és egy beállítások játékmód (options) van. A játék célja az, hogy a játékos minél előbb a pálya végére érjen, vagy az, hogy minél több pontot szerezzen a trükkök kombinálásával.

### Trükk módok
A 1080°-ban két trükk játékmódjában, a trick attackben és a contestben, a játékos a teljesített trükkökből kap pontot. A contest játékmódban a játékosnak trükköket kell véghez vinnie és zászlókat kell kikerülnie a pontokért. A Trick attack játékmódban a játékosnak az erre a célra kialakított pályákon kell trükkláncokat teljesítenie. A játékban 25 trükk szerepel, ezen trükkök mindegyikét control stick körkörös mozgatása, az R gomb és a B gomb kombinációjával lehet kivitelezni; a pontokat a trükk összetettsége és a véghezviteléhez szükség idő alapján kapja a játékos. A trükkök két típusaba sorolhatók, a grab trükkök (fogások), amiben a snowboardos bizonyos módokban fogja meg a deszkát és a spin trükkök (forgások) amikben a snowboardos bizonyos fokban megpörgeti a deszkát. A 1080°-os fordulat kilenc gomb kombinációjából jön létre, ezzel ez a játék legöszetettebb trükkje.

### Verseny módok
A 1080°-ban három verseny játékmód van; ezekben a győzelem úgy érhető el, hogy a játékos különböző útvonalakat választ a pályán és a snowboardosát úgy egyensúlyozza az ugratások után, hogy az nem veszít a sebességéből. A trükköket is számolja a játék a verseny játékmódokban, de ez nem befolyásolja a verseny végeredményét.
A match versenymódban a játékos az MI irányította snowboardosok ellen kell versenyeket megnyernie. A játék méri azt, hogy a játékos milyen gyorsan teljesíti a pályát és a játékosoknak van egy sérülésmérője ami megtelhet ha a snowboardos elesik vagy fellökik. A match versenyeken a nehézségi szintet könnyűre, közepesre vagy nehézre lehet állítani ami a pályák bonyolultságát és azok számát határozza meg. Ha a játékos nem tudja legyőzni az MI irányította ellenfeleket, akkor újra kell kezdenie a pályát. Ha a játékosnak három esélye van, hogy megtegye ezt, ha ez nem sikerül neki akkor az a játék végét jelenti.

### Szereplők
A játékos először öt snowboardos közül választhat: kettőt Japánból, egyet Kanadából, egyet Amerikából és egyet az Egyesült Királyságból. Minden snowboardosnak eltérnek a képességei és különböző pályákra és játékmódokra alkalmasak, mivel mindegyikőjük eltér különböző területekben, minta a technika, a sebesség és a súly. A három további snowboardos bizonyos pályák és játékmódok teljesítésével vállnak elérhetővé. Minden szereplőnek kezdetben nyolc snowboardja van és egy további meg lehet nyitni a játék folyamán. Mindegyik deszka különböző helyzetekre alkalmas, mivel mindegyiknek eltérő erősségei vannak az olyan kategóriákban mint az egyensúly és az irányíthatóság.

## Fejlesztés
A 1080°-ot 1997. november 21-én mutatták be a Nintendo SpaceWorld kiállításán; Vertical Edge Snowboarding munkacímen. A játék megjelenése előtt az újságírók az 1998 januári Nintendo Gamers' Summiton játszhattak vele.
A 1080°-ot Giles Goddard és Colin Reed programozta, a Nintendo fejlesztette és adta ki valamint Sigeru Mijamoto volt a producere. Goddard és Reed korábban a Wave Race 64-et programozta, amiből több mint 1 millió példány kelt el és hatalmas kereskedelmi sikert aratott. A folytatásában a Wave Race: Blue Storm-ban benne van a 1080° szereplői közül Ricky Winterborn.
A 1080° fejlesztésében Goddard és Reed a „skinning” nevű technikát alkalmazták, hogy kiküszöböljék a szereplőket alkotó poligonok egybelógását. A programozásuk során az átlagos animáció és az inverz kinematika kombinációját használták, amivel azt érték el, hogy ha a szereplők ütköznek valamivel akkor annak a tárgynak az alakja, iránya és a játékos sebessége kihatással van a szereplő kinézetére. Tommy Hilfiger ruhái és a Lamar snowboardjai feltűnnek a 1080°-ban product placement jegyében. A 1080° zenéjét Kenta Nagata komponálta, aki a Mario Kart 64 és más Nintendo játékok zenéjét is.
A 1080° fejlesztése 1997 áprilisában vagy májusában kezdődött és 1998 márciusában ért véget. A játékot 1998. február 28-án adták ki Japánban és 1998. április 1-jén Észak-Amerikában. A Nintendo visszatartotta a játék európai kiadását mivel azt remélték, hogy ha télen adják ki az megnöveli az eladások számát; a 1080° végül 1998. november 30-án jelent meg Európában és a PAL területeken.

## Fogadtatás és hatása

### Kritikai fogadtatás
| Publikáció      | Pont    |
| --------------- | ------- |
| Allgame         | 4,5/5   |
| Edge            | 8/10    |
| Game Informer   | 9,25/10 |
| Game Revolution | B+      |
| Gamebits        | 8,2/10  |
| GamePro         | 5/5     |
| GameSpot        | 8,6/10  |
| Gaming Target   | 8,4/10  |
| IGN             | 8,6/10  |
| 576 Konzol      | 93%     |

A kritikusok általában dicsérték a 1080°-ot aminek 88/100-as átlagpontszáma van a Metacriticen és 90,49%-a a GameRankingsen. 1999-ben megnyerte az Academy of Interactive Arts & Sciences az év konzolos sportjátéka díját és a GameSpot az egyik legjobb játéknak nevezte mind a sport mind a versenyjátékok körében. A 1080° ezen időszak alatt a legjobb snowboardos játéknak nevezték mivel „annyira jó,...hogy a kiadó óriás Electronic Artsnak több év és egy jóval erősebb konzolra volt szüksége, hogy egy szilárd vetélytársat adjon” az SSX franchise személyében. Az Edge szerint a játék „a snowboardos élményt eddig legjobban emuláló videójáték” a „higgadtság hangulatával” ellentétben a ezen időszak bármely egyéb Nintendo játékkal.
A játék grafikája ezen időszak alatt a legmagasabb minőséget jelentette a Nintendo 64 számára. A kritikusok dicsértéka grafika olyan általános elemeit mint a kidolgozottsága, egyenletessége és a poligon átlógások hiánya. Dicsérték a kamera használatát, a játék „nagyon szolid” fizikai modelljét, a versenyzők sebességének érzetét, és a játék hó effektjeit (a nap megfelelően tükröződik a hóban, a porhó és a hó eltérően néz ki és eltérően viselkedik). A kritikusok szerint a grafikai hibák a véletlen pop-upok (a játékos szeme láttára felbukkanó tereptárgyak), helytelen árnyékok, és a játék akadozik ha a versenyzők fák mellett haladnak el; ezeket a problémákat azonban csak kisebb jelentőségűeknek tulajdonították.
Bár az Edge pozitív kritikát írt, de hibákat találtak a játék MI-jában; azt állították, hogy a 1080° „csaló” gépi ellenfelektől szenved. Kritizálták a MI egyszerűségét és azt, hogy a verseny vége előtt gyorsan felzárkóznak a játékosra; azt is hozzátették, hogy a MI „egy sor előremeghatározott útvonalat” követ és azt, hogy a játékos megtanulhatja, hogy hol szokott elesni a MI így „lehetőséget adva, hogy lehagyja [a számítógépet], de ez csak kis elégedttséget hordoz magában”. Az Edge azt is hozzá tette, hogy a PAL kiadás késése „őszintén szólva nevetséges”. Úgy gondolták, hogy a Nintendo említésre méltó játékok hiányában „bármilyen minőségi cím egy kis nehézséggel az eladási listák élére kerülhet”.
Az Allgame a 1080° „erősen technikai” irányítási rendszerét a játék egyik erősségei közé sorolta még a kezdeti nehézségek ellenére is. A CVG pozitívan írt az irányítási rendszerről, de nem értett egyet annak nehézségével, hozzátéve, hogy „az irányítást annyira briliánsan ültették be, hogy tökéletesen tudsz játszani egy kezeddel a stickkel és a Z gombbal”. A GameSpot a játék irányítására azt írta, hogy „alaposan bonyolult” és a „egyedül a guggolás - ami a szuper szűk kanyarokhoz van - szórakoztatóvá teszi”. A zenét általában dicsérték, az IGN szerint ez „egy csillogó példája annak amit a formátumon el lehet érni” és az Allgame az „eddigi egyik legjobb N64 zenének” hívta. Azonban a Gamebits kritizálta a zenét mivel szerintük ez minimális és elégtelen. A 1080° hangeffektusait is dicsérték.
Az Official Nintendo Magazine 2006-os tesztjében Steve Jarratt azt írta a 1080°-ra, hogy „dicsekedhet a videójátékokban való hó legjobb megjelenítésével”. Pozitívan nyilatkozott az irányításról és a játék multiplayer részéről is.

### Eladások és hatása
A 1080°-ból 1 230 000 példány kelt el összesen, ebből több mint 23 000 Japánban. Azonban nem lett olyan sikeres mint a programozók korábbi játéka, a Wave Race 64 amiből 1 950 000 példány kelt el és ebből 154 000 Japánban. 2001-ben a 1080° egyik snowboardosa, Kensuke Kimachi a Super Smash Bros. Melee egyik trófeáján is látható volt. A 1080° Avalanche-t, a 1080° folytatását 2003-ban adták ki Nintendo GameCubera; az Avalanche keményebb kritikai fogadtatásban részesült, 73/100-as átlagpontszámot elérve a Metacriticen a „képfrissítési problémák és a korlátozott játékmenet” miatt. A 1080° a Nintendo Virtual Console rendszerére 2008. január 15-én került fel Japánban, 2008. január 18-án Európában és 2008. január 28-án Észak-Amerikában. A Golden Forest nevű pálya zenéje a Super Smash Bros. Brawl-ban is hallható.

## Fordítás
Ez a szócikk részben vagy egészben az 1080° Snowboarding című angol Wikipédia-szócikk fordításán alapul.  Az eredeti cikk szerkesztőit annak laptörténete sorolja fel. Ez a jelzés csupán a megfogalmazás eredetét és a szerzői jogokat jelzi, nem szolgál a cikkben szereplő információk forrásmegjelöléseként.